# Belkin
Belkin International, Inc. – amerykańskie przedsiębiorstwo elektroniczne, tworzące akcesoria do łączności mobilnej oraz komputerowej, z siedzibą w El Segundo w Kalifornii. Zostało założone w 1983 roku.
Oferta przedsiębiorstwa obejmuje m.in. obudowy, pokrowce, podstawki, koncentratory USB, kable, ładowarki i routery. W ramach współpracy z Apple opracowuje akcesoria do urządzeń tej marki.